# Obilnoje (Kraj Stawropolski)
Obilnoje (ros. Обильное) – wieś w Rosji, w Kraju Stawropolskim, w rejonie gieorgijewskim. W 2010 liczyła 6575 mieszkańców.